# دین کنت
دین کنت (به انگلیسی: Dean Kent) (زادهٔ ۶ نوامبر ۱۹۷۸) شناگر اهل نیوزیلند است.